# Zygophyllum balchaschense
Zygophyllum balchaschense är en pockenholtsväxtart som beskrevs av A. Boriss.. Zygophyllum balchaschense ingår i släktet Zygophyllum och familjen pockenholtsväxter. Inga underarter finns listade i Catalogue of Life.